# Айлетт, Стив
Стив Айлетт (англ. Steve Aylett; род. 1967[…], Бромли, Большой Лондон) — британский писатель-фантаст, наиболее часто сопоставляемый с Уильямом Берроузом. Конструктивный стиль его прозы порой весьма сюрреалистичен. У Стива Айлетта развито оригинальное галлюцинаторное видение окружающего мира. Героями его книг зачастую становятся трикстеры. Книги писателя сложны для понимания, особенно для читателей с реалистичным восприятием мира.